# Serván de Cerezuela
Serván de Cerezuela (Oropesa, Toledo, S.XVI - m. Mar Caribe, 1583) fue un clérigo español, que fue designado como primer Inquisidor del Perú, junto con el doctor Andrés de Bustamante, por recomendación del virrey Francisco Álvarez de Toledo.

## Biografía
Licenciado en Cánones y Leyes. Nombrado el 28 de enero de 1569 para establecer en el Perú el Tribunal del Santo Oficio, en marzo partió de Sanlúcar de Barrameda, en la misma armada que condujo al virrey Francisco de Toledo rumbo al Virreinato del Perú. Dicho tribunal cuya sede debía establecerse en Lima, fue creado como filial provincial del Consejo de la Suprema y General Inquisición española, con jurisdicción desde Panamá hasta Charcas, e incluyéndose Quito y Chile. 
Cerezuela cumplió algunas actuaciones en Cartagena de Indias y Panamá; y luego de concurrir en esta ciudad a la instalación del Tribunal, siguió su travesía hacia Lima. Fallecido el inquisidor Andrés de Bustamante, Cerezuela continuó solo el viaje, llegando a su destino el 28 de noviembre de 1569. Y, dispuestas las casas donde debía funcionar la institución, efectuó en la Catedral una solemne ceremonia de instalación (29 de enero de 1570). Tuvo una disputa con el Ordinario, para sustraer de su competencia los delitos contra la fe. Organizó el primer auto de fe realizado en Lima, el día 15 de noviembre de 1573, durante el cual fue quemado en la hoguera el luterano francés Mateo Salado que moraba en la huaca de Maranga que actualmente lleva su nombre. 
Designado Obispo de La Plata el 24 de enero de 1577, permaneció aún en Lima bajo la alegación de que las responsabilidades consiguientes a esa prelacía eran superiores a sus fuerzas. Solicitó permiso para retornar a España; y aunque pronto le llegó éste, se demoró cerca de cinco años antes de emprender el retorno. Decidido al fin, se trasladó a Panamá (1582), pasó luego a Cartagena de Indias, y no obstante haber contraído allí ciertas fiebres, se embarcó. A poco de hacerse a la mar, fue sorprendido por la muerte (enero de 1583). Fue enterrado en la Catedral de Santa Catalina de Alejandría de Cartagena de Indias.